# ثورة السجل
ثورة السجل (ببالصربو-كرواتية: Balvan revolucija/Балван револуција) هي تمرد في 17 أغسطس 1990 في مناطق في كرواتيا المأهولة بالسكان الصرب. سنة كاملة من التوتر - تضمنت مناوشات صغيرة - مضت قبل هذه الأحداث التي ستصبح حرب الاستقلال الكرواتية.